# 주셀리누쥐속
주셀리누쥐속(Juscelinomys)은 비단털쥐과 목화쥐아과에 속하는 설치류 속이다. 현존하는 2종을 포함하고 있다. 이름은 브라질땅파는쥐(J. candango)가 발견된 브라질리아를 건설한 브라질 대통령 주셀리누 쿠비체크(Juscelino Kubitschek de Oliveira)의 이름에서 유래했다.

## 분포
주로 땅 위에서 생활하는 육상성 동물로 브라질 남부와 볼리비아 동부 지역에 널리 분포한다.

## 하위 종
2종의 현존 종이 알려져 있다.
- † Juscelinomys candango
- 과포레강쥐 (Juscelinomys guaporensis)
- 우안차카쥐 (Juscelinomys huanchacae)